# Bages
Bages là một comarca (hạt) ở Catalonia, Tây Ban Nha.

## Các đô thị
- Aguilar de Segarra - 224
- Artés - 4696
- Avinyó - 2049
- Balsareny - 3256
- Calders - 781
- Callús - 1417
- Cardona - 5312
- Castellbell i el Vilar - 3080
- Castellfollit del Boix - 389
- Castellgalí - 1066
- Castellnou de Bages - 670
- L'Estany - 408
- Fonollosa - 1097
- Gaià - 155
- Manresa - 67269
- Marganell - 245
- Moià - 5600
- Monistrol de Calders - 623
- Monistrol de Montserrat - 2559
- Mura - 225
- Navarcles - 5442
- Navàs - 5629
- El Pont de Vilomara i Rocafort - 2838
- Rajadell - 405
- Sallent - 7101
- Sant Feliu Sasserra - 649
- Sant Fruitós de Bages - 6342
- Sant Joan de Vilatorrada - 9688
- Sant Mateu de Bages - 679
- Sant Salvador de Guardiola - 2390
- Sant Vicenç de Castellet - 7334
- Santa Maria d'Oló - 1018
- Santpedor - 5610
- Súria - 6154
- Talamanca - 114